# شورش کین (فیلم)
شورش کین (انگلیسی: The Caine Mutiny) فیلمی آمریکایی در ژانر جنگی به کارگردانی ادوارد دمیتریک است که در سال ۱۹۵۴ منتشر شد.
شورش کین یک فیلم دادگاهی نظامی به تهیه‌کنندگی استنلی کرامر و با بازی هامفری بوگارت، خوزه فرر، ون جانسون، رابرت فرانسیس و فرد مک‌موری است. این فیلم بر پایهٔ رمان هم‌نام نوشتهٔ هرمان ووک ساخته شده که در سال ۱۹۵۱ برندهٔ جایزه پولیتزر برای داستان شد.
داستان فیلم در جبههٔ جنگ اقیانوس آرام در جنگ جهانی دوم می‌گذرد و ماجرای رخدادهای یک ناوشکن مین‌روب نیروی دریایی آمریکا و محاکمهٔ نظامی افسر اجرایی آن به جرم شورش دریایی را روایت می‌کند.
این فیلم در ۲۴ ژوئن ۱۹۵۴ از سوی کلمبیا پیکچرز اکران شد و با استقبال منتقدان روبه‌رو گردید و به دومین فیلم پرفروش سال در ایالات متحده تبدیل شد.
در بیست و هفتمین دوره جوایز اسکار، این فیلم در هفت رشته نامزد دریافت جایزه شد، از جمله اسکار بهترین فیلم، اسکار بهترین فیلم‌نامه اقتباسی و اسکار بهترین بازیگر نقش اول مرد برای هامفری بوگارت. ادوارد دمیتریک نیز نامزد جایزه انجمن کارگردانان آمریکا برای بهترین کارگردانی شد.

## داستان
در جریان جنگ جهانی دوم، «ویلیام سیوارد "ویلی" کیث»، افسر تازه‌کار، به ناوشکن مین‌روب یواس‌اس کین ملحق می‌شود. او در آن‌جا با ستوان «استیفن مارِک»، افسر اجرایی کشتی، و «توماس کیفر»، افسر مخابرات و نویسنده‌ای جاه‌طلب، آشنا می‌شود. کمی بعد، فرمانده «فیلیپ فرانسیس کویگ» به‌عنوان فرمانده جدید کین منصوب می‌شود. کویگ که فردی سخت‌گیر و عجیب‌خو است، نظم سختی را در کشتی برقرار می‌کند؛ موضوعی که او را نزد خدمه نامحبوب، ولی نزد کیث محبوب می‌سازد.
در جریان تمرین تیراندازی با یدک‌کش، کویگ به‌خاطر سرزنش کیث و کیفر به‌خاطر ظاهر یک ملوان، حواسش پرت می‌شود و کشتی از روی طناب یدک‌کش عبور می‌کند و هدف را به دریا می‌اندازد. او تلاش می‌کند این اتفاق را پنهان کند.

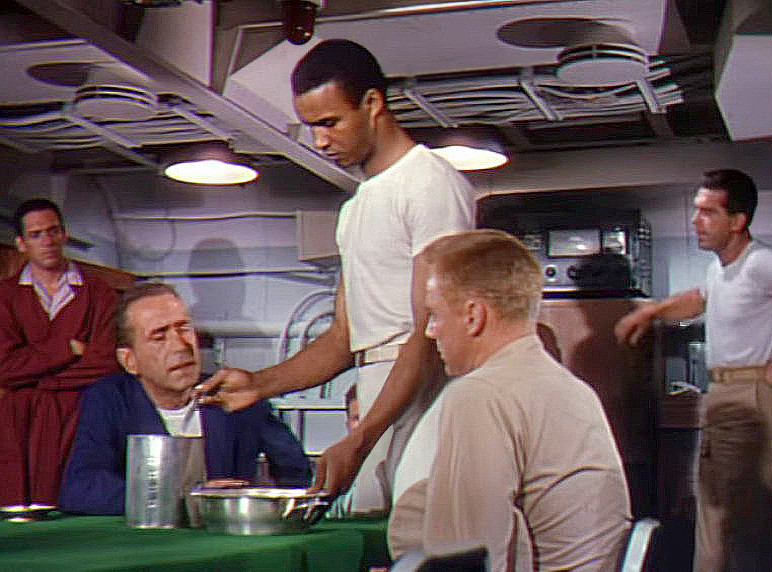
بررسی ماجرای توت‌فرنگی‌ها

در مأموریتی برای اسکورت شناورهای آبی‌خاکی در جریان حمله به جزیره‌ای کوچک در اقیانوس آرام، کویگ پیش از رسیدن به نقطهٔ تعیین‌شده مأموریت را رها می‌کند و به‌جای آن، دستور می‌دهد که نشانگر رنگی زرد در دریا انداخته شود. این تصمیم باعث می‌شود شناورها خود به‌تنهایی ادامه دهند. کویگ از افسرانش حمایت می‌طلبد، اما آنان سکوت می‌کنند و او را با لقب تحقیرآمیز «زردک پیر» (Old Yellowstain) خطاب می‌کنند که دلالت بر بزدلی دارد.
کیفر که باور دارد کویگ دچار پارانویاست، مارک را ترغیب می‌کند تا بر پایهٔ مادهٔ ۱۸۴ آیین‌نامه نیروی دریایی، او را به‌خاطر ناتوانی روانی از فرماندهی کنار بگذارد. مارک ابتدا خشمگینانه این پیشنهاد را رد می‌کند، ولی در ادامه شروع به نگه‌داشتن دفترچه‌ای برای ثبت رفتارهای غیرعادی کویگ می‌کند.
پس از ناپدید شدن مقداری توت‌فرنگی از بخش افسران، کویگ بررسی گسترده‌ای را برای یافتن مقصر ترتیب می‌دهد، از جمله بازرسی کشتی و تفتیش همهٔ خدمه. مارک که اکنون یقین دارد کویگ از نظر روانی ناپایدار است، از کیفر و کیث می‌خواهد که همراهش نزد دریاسالار هالسی بروند. با این حال، وقتی به کشتی فرماندهی می‌رسند، کیفر عقب‌نشینی می‌کند و آنان به کشتی بازمی‌گردند.
در اوج یک توفند، مارک از کویگ می‌خواهد که مسیر کشتی را تغییر داده و برای پایداری کشتی، مخازن آب را پر کند، اما کویگ امتناع می‌کند و روی پل فرماندهی دچار نوعی فلج روانی می‌شود. مارک، با پشتیبانی کیث، طبق مادهٔ ۱۸۴، کویگ را از فرماندهی برکنار می‌کند. پس از بازگشت کین به سان‌فرانسیسکو، مارک و کیث به‌خاطر شورش دریایی به دادگاه نظامی احضار می‌شوند. «بارنی گرینوالد»، خلبان نیروی دریایی که به‌طور موقت زمین‌گیر شده و پیش از جنگ وکیل بوده، به‌عنوان وکیل مدافع مارک منصوب می‌شود.
در دادگاه نظامی، کیفر مدعی می‌شود که هرگز رفتارهای ناپایدار روانی در کویگ مشاهده نکرده و از اقدام مارک «متعجب» شده است. اما در جریان بازپرسی سخت‌گیرانهٔ گرینوالد، کویگ رفتارهای عجیب از خود نشان می‌دهد، از جمله بازی با دو گوی فلزی در دست، که نمادی از بی‌ثباتی روانی‌اش است. در نهایت، مارک تبرئه می‌شود.
پس از صدور حکم، افسران کین مهمانی کوچکی برگزار می‌کنند. مارک با سردی با کیفر برخورد می‌کند. گرینوالدِ مست وارد می‌شود و افسران را به‌خاطر قدردانی‌نکردن از خدمات کویگ و ناتوانی در حمایت از او سرزنش می‌کند. او می‌گوید که فشارها و تحقیرهایی که افسران بر کویگ وارد کردند، که دچار «خستگی نبرد» از خدمت در اقیانوس اطلس بود، باعث فروپاشی روانی او در توفند شد. گرینوالد، کیفر را «نویسندهٔ اصلی شورش» می‌نامد و جامی شامپاین – «شراب زرد» – به صورت او می‌پاشد. باقی افسران اتاق را ترک می‌کنند و کیفر تنها می‌ماند.
در پایان، کیث که با دوست‌دخترش «می وین» ازدواج کرده، به درجهٔ ستوان دوم ارتقاء می‌یابد و به ناوشکن جدیدی از کلاس «سامنر» که توسط فرمانده دِوریس – نخستین فرمانده‌اش در کین – هدایت می‌شود، منتقل می‌گردد.

## بازیگران
- هامفری بوگارت
- خوزه فرر
- تام تالی
- ای. جی. مارشال
- رابرت فرانسیس
- لی ماروین
- آرتور فرانتس
- کلود ایکینز
- جری پاریس
- استیو برودی
- فرد مک‌موری
- ون جانسون